# Оглоблинский, Николай Николаевич
Николай Николаевич Оглоблинский (1862—1936) — русский военный педагог, гидрограф-геодезист, генерал-лейтенант корпуса гидрографов, эмигрант. 
Его брат, Константин Николаевич Оглоблинский (1863—1933), также был генерал-лейтенантом корпуса гидрографов.

## Биография
Родился 23 марта (4 апреля) 1862 года в семье диакона Веймарской придворной Св. Марии Магдалины церкви, Николая Феофановича Оглоблинского (1825—1869). Был крещён в этой церкви 6 мая; восприемники — поверенный в делах русской миссии барон Мальтиц и придворный певчий Иван Оглоблинский, заочно — жена действительного тайного советника обер-маршала Веймарского двора Емилия фон Шпигель Викельштейн и жена статского советника Александра Ивановна Степанова.
В 1872 году был отдан в приготовительный класс 1-й Варшавской мужской гимназии, где в 1878 году окончил 6-й класс и поступил в Морской кадетский корпус. Был выпущен из корпуса мичманом 27 сентября 1882 года. Плавал на клипере «Опричник» (в 1882—1886); был вахтенным офицером.
В 1888 году окончил гидрографическое отделение Николаевской морской академии в Петербурге; помощник заведующего компасным делом в Главном гидрографическом управлении (с 01.06.1898 — заведующий) и лейтенант с 1 января 1890 года. В это время плавал на корвете «Скобелев» (12.05.1889—11.09.1889) и на фрегате «Память Азова» (октябрь—ноябрь 1889). Как и брат занимался вопросами девиации, совместно с Ф. Ф. Ридигером  составил «Руководство по девиации компаса» (СПб.: тип. Мор. м-ва, 1895. — XVI, 532 с., 1 л. фронт. (портр.), 17 л. ил., карт.: черт.).
С 26 октября 1897 года был преподавателем Николаевской морской академии. Зачислен по адмиралтейству штабс-капитаном с производством в капитаны 8 апреля 1902 года, а с 14 апреля 1902 года — подполковник по адмиралтейству «за отличие». Жил в Петербурге по адресу: 5-я линия Васильевского острова, д. 4.
С 1 июня 1904 года началась его преподавательская деятельность, сначала в Морском училище дальнего плавания имени Петра I, а затем в течение 1905–1914 гг. — на гидрографическом отделении Николаевской морской академии; с 21 августа 1910 года — ординарный профессор академии. Полковник по адмиралтейству «за отличие» с 06.12.1906, генерал-майор по адмиралтейству «за отличие» с 18.04.1910.
Был зачислен в Корпус гидрографов в звании гидрографа-геодезиста 4 февраля 1913 года; переведён во Флот 03 февраля 1914 года; генерал-лейтенант Флота «за отличие» с 6 декабря 1915 года.
Был награждён орденами: Св. Анны 2-й степени, Св. Владимира 3-й и 4-й степеней, Св. Станислава 1-й степени.
В воспоминаниях Анастасии Александровны Ширинской-Манштейн писала про занятия в русском морском корпусе в Тунисе: 

…Генерал-лейтенант Н. Н. Оглоблинский, «бог девиации», преподавал астрономию в гардемаринских классах; он был исключительный педагог, спокойный, точный, уважающий свое дело и уважающий учеников. Придет день, когда уже на африканской земле он будет обучать детей. Я очень горда, что была его ученицей. С ним математика была доступна каждому, и мне казалось, что нет предмета более ясного и простого
В эмиграции проживал во Франции. Умер в Париже 2 октября 1936 года. Похоронен на Новом кладбище в Монморанси.
В 1900 году Н. Н. Коломейцевым его именем был назван мыс на полуострове Де-Колонга полуостров Заря побережья Лаптева (мыс Оглоблинского нанесён на карту в 1900 году Русской полярной экспедицией; Н. Н. Оглоблинский определил девиацию компасов яхты «Заря» перед выходом яхты в море).
В 1898 году женился на Елене Александровне Низовцевой, дочери петербургского купца 2-й гильдии. Их дети: Людмила (род. 22.07.1899), Григорий (род. 27.07.1901), Вячеслав (род. 26.02.1904).